# Lijst van voetbalclubs aangesloten bij de Nijmeegsche Voetbalbond
Dit is een lijst van voetbalclubs die aangesloten en/of actief zijn geweest bij de Nijmeegsche Voetbalbond (Nijm. VB).
Vanaf 1940 waren clubs uit de regio van de Nijmeegsche Voetbalbond automatisch lid van de Nijmeegsche Voetbalbond zodra zij zich hadden ingeschreven bij de KNVB.

## Legenda
(1) achter de clubnaam - Zijn meerdere clubs met dezelfde naam geweest, echter zijn verschillende clubs.
   bij Lid sinds - Club is heropgericht of heringeschreven, echter de datum hiervan is onbekend.
   bij Lid tot - Club is uitgeschreven of opgeheven voor 1996, datum hiervan is echter onbekend.
—  bij Lid tot - Club is tot einde van de bond (1996) actief gebleven.
Valburgse Boys in 1961 sc Valburg
| Club                 | Plaats                | Lid sinds                                    | Lid tot                                     | Bijzonderheden |
| -------------------- | --------------------- | -------------------------------------------- | ------------------------------------------- | --- |
| Achilles '29         | Groesbeek             | september 1940                               | —                                           | Was tot 1940 aangesloten bij de RKVB Den Bosch |
| De Adelaars          | Nijmegen              | september 1916                               | november 1917                               | |
| VV Alverna (1)       | Alverna               | oktober 1934                                 | december 1936                               | |
| Alverna (2)          | Alverna               | september 1940                               | augustus 1945                               | Was tot 1940 aangesloten bij de RKVB Den Bosch, fuseerde in 1945 tot SV AWC |
| VV Angeren           | Angeren               | oktober 1929                                 | februari 1930                               | |
| AVIOS                | Alphen aan de Maas    | september 1940                               | —                                           | Was tot 1940 aangesloten bij de RKVB Den Bosch, heette tot 1941 Alphen, vanaf 1941 Alphen G. |
| AOO                  | Nijmegen              | juni 1928                                    | juli 1933                                   | |
| Aquila               | Dreumel               | september 1940 augustus 1945                 | 1941 —                                      | Was tot 1940 aangesloten bij de RKVB Den Bosch, heropgericht |
| Astoria              | Nijmegen              | oktober 1937                                 | november 1942                               | |
| AVV                  | Nijmegen              | september 1934                               | november 1938                               | |
| SV AWC               | Wijchen               | augustus 1945                                | —                                           | |
| VV Balgoy            | Balgoij               | september 1940                               | Vraag                                       | Was tot 1940 aangesloten bij de RKVB Den Bosch |
| VV De Bataven        | Hulhuizen / Gendt     | september 1940                               | —                                           | Was tot 1940 aangesloten bij de RKUVB, heette tot 1946 RKSV Hulhuizen |
| VV Bemmel            | Bemmel                | september 1921                               | december 1922                               | Was tot 1921 aangesloten bij de RKUVB |
| SV Blauw Wit         | Hees                  | september 1940                               | —                                           | Was tot 1940 aangesloten bij de RKVB Den Bosch, heette tot november 1940 Blauw Wit, tussen november 1940 en 1960 Blauw Wit Hees                                                                                 |
| RKSV Brakkenstein    | Nijmegen              | september 1934                               | —                                           | Als voortzetting van ontbonden fusie tussen Emma VTC en STB, in 1938 wederom gefuseerd en clubnaam blijven behouden, tot 1940 ook enkele teams bij de RKVB Den Bosch ingeschreven                               |
| BVC                  | Beek                  | september 1913                               | Vraag                                       | |
| BVC '12              | Beek                  | september 1940                               | —                                           | |
| CBT                  | Nijmegen              | oktober 1937                                 | maart 1938                                  | |
| Centrum              | Nijmegen              | augustus 1921 oktober 1923                   | september 1922 januari 1928                 | Was in het seizoen 1922/23 aangesloten bij de Geldersche Voetbalbond |
| Centrum '35          | Ottersum              | 1942                                         | augustus 1945                               | Was tot 1942 aangesloten bij de Brabantsche Voetbalbond, fuseerde in 1945 tot RKOSV Achates |
| Concordia'34         | Millingen aan de Rijn | september 1940                               | —                                           | Was tot 1940 aangesloten bij de RKVB Den Bosch onder de naam RKVV Millingen |
| DIO '30              | Druten                | september 1940                               | —                                           | Was tot 1940 aangesloten bij de RKVB Den Bosch, heette tot 1941 DIO |
| DNL                  | Nijmegen              | oktober 1934                                 | september 1936                              | Was tot 1934 aangesloten bij de RKVB Den Bosch |
| DOBS                 | Wijchen               | september 1912                               | november 1914                               | |
| DOBS                 | Nijmegen              | oktober 1914                                 | november 1917                               | |
| DOO                  | Nijmegen              | september 1935                               | Vraag                                       | |
| VV Doornenburg       | Doornenburg           | september 1932                               | Vraag                                       | |
| DSZ                  | Boven-Leeuwen         |                                              | —                                           | |
| Ducordia             | Groesbeek             | september 1933                               | augustus 1934                               | |
| DVE '35              | Nijmegen              | 1945                                         | —                                           | Heette tot 1950 NASCGW |
| DVOL                 | Lent                  | september 1940                               | —                                           | Was tot 1940 aangesloten bij de RKVB Den Bosch onder de naam DVO |
| DVSE                 | Nijmegen              | november 1930                                | juli 1944                                   | Was tot 1930 aangesloten bij de RKVB Den Bosch, heette tot jun 1931 DVS, in 1944 opgegaan in VVSN |
| DVT                  | Nijmegen              | november 1913                                | november 1915                               | |
| VV Echteld (2)       | Echteld               | 1951                                         | —                                           | Was tot 1951 aangesloten bij de Brabantsche Voetbalbond |
| EDT                  | Elst                  | augustus 1928                                | januari 1931                                | Heette tot oktober 1928 EMM |
| Eendracht            | Nijmegen              |                                              | april 1910                                  | |
| Eendracht '30        | Mook                  | september 1940                               | —                                           | Was tot 1940 aangesloten bij de RKLVB onder de naam Eendracht |
| Elistha              | Elst                  | 1926                                         | —                                           | |
| ESC                  | Nijmegen              | oktober 1921                                 | januari 1941                                | |
| Excelsior            | Nijmegen              |                                              | oktober 1918                                | Was vanaf 1918 aangesloten bij de RKVB Den Bosch |
| Excelsior            | Huissen               | augustus 1928                                | september 1931                              | Was vanaf 1931 aangesloten bij de RKUVB onder de naam VV Huissen (2) |
| Gelria               | Nijmegen              | september 1909                               | november 1915                               | Heette tot augustus 1912 Concordia |
| Gentia               | Gendt                 | augustus 1927 september 1932                 | september 1930 januari 1939                 | Was tussen 1930 en 1932 aangesloten bij de RKUVB |
| Germania             | Nijmegen              | oktober 1910                                 | november 1915                               | Heette tot maart 1912 Wilhelmina |
| VV Germania          | Groesbeek             | augustus 1936                                | —                                           | Heette tot september 1936 Victoria |
| VV Grave             | Grave                 | augustus 1912                                | oktober 1919                                | |
| Groen Wit            | Nijmegen              | augustus 1921 oktober 1923                   | september 1922 augustus 1927                | Was tijdens het seizoen 1922/23 aangesloten bij de Geldersche Voetbalbond |
| Groen Wit Boys       | Nijmegen              | augustus 1935                                | november 1945                               | Fuseerde in 1945 tot NASCGW |
| VV Groenewoud        | Nijmegen              | september 1933                               | september 1936                              | Heette tot november 1933 Robinson |
| VV Groesbeek         | Groesbeek             | augustus 1919                                | Vraag                                       | Heette tot december 1920 Achilles |
| Groesbeekse Boys     | Groesbeek             | september 1940                               | —                                           | Was tot 1940 aangesloten bij de RKVB Den Bosch |
| GSC                  | Groesbeek             | november 1931                                | januari 1935                                | |
| Harten Aas           | Nijmegen              | augustus 1919                                | november 1920                               | Heette tot september 1919 Thesos |
| SV Hatert            | Hatert                | september 1940                               | —                                           | Was tot 1940 aangesloten bij de RKVB Den Bosch |
| RKVV HAVO            | Haalderen             | september 1928 september 1932 september 1940 | augustus 1931 augustus 1933 mei 1941 —      | Was in het seizoen 1931/1932, en tussen 1933 en 1940 aangesloten bij de RKUVB, heette voor de oorlog VV Haalderen                                                                                               |
| GTV De Hazenkamp     | Nijmegen              | oktober 1934                                 | Vraag                                       | |
| HEC Nijmegen         | Nijmegen              | juli 1921                                    | januari 1926                                | |
| VV Hees (1)          | Hees                  | maart 1912                                   | september 1913                              | |
| HVC Hees             | Hees                  | november 1915                                | oktober 1918                                | |
| VV Hees (2)          | Hees                  | september 1919                               | september 1922                              | Heette tot december 1920 Gelria, fuseerde in 1922 tot HNC in de Geldersche Voetbalbond |
| RKSV Hernani         | Hernen                | september 1940                               | —                                           | Was tot 1940 aangesloten bij de RKVB Den Bosch |
| VV Herveld           | Andelst               | september 1932                               | juli 1936                                   | Heette tot november 1932 SDL, tussen november 1932 en juli 1934 VV Andelst |
| HNC                  | Hees                  | oktober 1923                                 | juli 1928                                   | Was tot 1923 aangesloten bij de Geldersche Voetbalbond |
| Invinca              | Nijmegen              | augustus 1921 oktober 1923                   | september 1922 augustus 1928                | Heette tot oktober 1921 Germanica, was in het seizoen 1922/23 aangesloten bij de Geldersche Voetbalbond |
| RKSV Jonge Kracht    | Nijmegen              | september 1930                               | maart 1941                                  | Was tot 1930 aangesloten bij de RKVB Den Bosch |
| Jonge Kracht         | Nijmegen              | oktober 1914                                 | december 1915                               | |
| JPJ                  | Nijmegen              | augustus 1934                                | januari 1938                                | |
| SV Juliana '31       | Malden                | september 1940                               | —                                           | Was tot 1940 aangesloten bij de RKVB Den Bosch onder de naam Juliana, heette tot 1950 VV Malden |
| VV Kekerdom          | Kekerdom              | februari 1913                                | november 1915                               | |
| VV Kesteren          | Kesteren              | september 1932                               | september 1940                              | Was vanaf 1940 aangesloten bij de Brabantsche Voetbalbond |
| FC Kolping           | Nijmegen              | september 1940                               | —                                           | Was tot 1940 aangesloten bij de RKVB Den Bosch |
| VV Kommerdijk        | Gendt                 | oktober 1932                                 | september 1933                              | Heette tot november 1932 Crescendo |
| VV Kraaijenhof       | Nijmegen              | augustus 1921 oktober 1923                   | september 1922 augustus 1925                | Was in het seizoen 1922/23 aangesloten bij de Geldersche Voetbalbond |
| LDT (1)              | Lent                  | september 1921 oktober 1923                  | september 1922 september 1929               | Was in het seizoen 1922/23 aangesloten bij de Geldersche Voetbalbond |
| LDT (2)              | Lent                  | oktober 1929                                 | juni 1932                                   | |
| SV Leones            | Beneden-Leeuwen       | september 1940                               | —                                           | Was tot 1940 aangesloten bij de RKVB Den Bosch |
| Liberty              | Nijmegen              | augustus 1925                                | mei 1941                                    | |
| VV Lienden           | Lienden               | oktober 1935 1939                            | september 1938 september 1940               | Was tot 1935, in het seizoen 1938/39 en vanaf 1940 aangesloten bij de Brabantsche Voetbalbond |
| Mazella              | Nijmegen              | september 1924                               | september 1925                              | |
| MCC                  | Nijmegen              | september 1940                               | juli 1944                                   | Was tot 1940 aangesloten bij de RKVB Den Bosch, in 1944 gefuseerd tot VVSN |
| RKSV Meerwijk        | Meerwijk              | september 1940                               | januari 1944 —                              | Was tot 1940 aangesloten bij de RKVB Den Bosch, na de oorlog heropgericht |
| RKSV Milsbeek        | Milsbeek              | september 1942                               | —                                           | Was tot 1942 aangesloten bij de Brabantsche Voetbalbond |
| RKSV Mobilia         | Grave                 | juli 1927                                    | juni 1929                                   | Was tot 1927 en vanaf 1929 aangesloten bij de RKVB Den Bosch |
| MSC                  | Maasbommel            | september 1940                               | Vraag                                       | Was tot 1940 aangesloten bij de RKVB Den Bosch |
| MVC                  | Millingen aan de Rijn | augustus 1912                                | november 1915                               | |
| MVV '18              | Millingen aan de Rijn | september 1940                               | —                                           | Was tot 1940 aangesloten bij de RKVB Den Bosch onder de naam MVV |
| NAJC                 | Nijmegen              | augustus 1921 oktober 1923                   | september 1922 september 1924               | Was in het seizoen 1922/23 aangesloten bij de Geldersche Voetbalbond |
| NASC                 | Nijmegen              | augustus 1928                                | november 1945                               | Fuseerde in 1945 tot NASCGW |
| NDT                  | Nijmegen              | augustus 1921 oktober 1923                   | september 1922 maart 1940                   | Heette tot okt 1921 PVC, was in het seizoen 1922/23 aangesloten bij de Geldersche Voetbalbond |
| NEC                  | Nijmegen              | februari 1914 oktober 1918 oktober 1923      | september 1917 september 1922 —             | Was tot 1914, in het seizoen 1917/18 en 1922/23 aangesloten bij de Geldersche Voetbalbond |
| NEN                  | Nijmegen              | augustus 1921                                | januari 1922                                | |
| NHD                  | Nijmegen              | augustus 1924                                | augustus 1926                               | |
| VV Niftrik           | Niftrik               | september 1940                               | september 1941 —                            | Was tot 1940 aangesloten bij de RKVB Den Bosch |
| Nijmeegsche Boys (1) | Nijmegen              | oktober 1914                                 | april 1915                                  | |
| Nijmeegsche Boys (2) | Nijmegen              | november 1920 oktober 1923                   | september 1922 oktober 1929                 | Was in het seizoen 1922/23 aangesloten bij de Geldersche Voetbalbond |
| RKVV Nijmeegse Boys  | Nijmegen              | april 1934                                   | —                                           | |
| VV Nijmegen (3)      | Nijmegen              | februari 1913                                | november 1917                               | |
| SV Nijmegen          | Nijmegen              | juli 1924                                    | —                                           | Was tot 1924 aangesloten bij de RKVB Den Bosch, heette tot januari 1925 NCSA |
| NLBDS                | Nijmegen              | februari 1941                                | Vraag                                       | |
| NOAD                 | Nijmegen              | september 1933                               | oktober 1912                                | |
| NOC                  | Nijmegen              | augustus 1936                                | maart 1942                                  | |
| VV Noviomagum (1)    | Nijmegen              |                                              | november 1915                               | |
| RKSV Noviomagum      | Nijmegen              | oktober 1916 september 1940                  | 1918 1944                                   | Tussen 1916 en 1918 alleen 2e en 3e elftal, 1e elftal was aangesloten bij de Geldersche Voetbalbond, alle elftallen waren tussen 1918 en 1940 aangesloten bij de RKVB Den Bosch, fuseerde in 1944 tot RKSV VVSN |
| VV Noviomagum        | Nijmegen (2)          | 1944                                         | —                                           | Heette tot 1954 RKSV VVSN |
| NSSG                 | Nijmegen              | juli 1928                                    | oktober 1929                                | |
| OBC                  | Oosterhout            | augustus 1935                                | augustus 1936                               | Heette tot september 1935 Bato |
| OBIOD                | Nijmegen              | oktober 1910 september 1918 september 1923   | september 1915 september 1922 augustus 1933 | Heette tot augustus 1912 DOS, was tussen 1915 en 1918 en in het seizoen 1922/23 aangesloten bij de Geldersche Voetbalbond                                                                                       |
| OBO                  | Nijmegen              | september 1922                               | oktober 1922                                | Was vanaf 1922 aangesloten bij de RKVB Den Bosch |
| OBOTO                | Nijmegen              | januari 1918                                 | oktober 1918                                | Heette tot april 1918 Zwaluwen |
| VV Ochten (1)        | Ochten                | augustus 1933                                | mei 1934                                    | Was tot 1933 aangesloten bij de Brabantsche Voetbalbond |
| ODZ (1)              | Nijmegen              | augustus 1921                                | september 1922                              | Was vanaf 1922 aangesloten bij de Geldersche Voetbalbond |
| ODZ (2)              | Nijmegen              | september 1925                               | juli 1933                                   | |
| Olympia              | Nijmegen              | september 1909                               | november 1915                               | Heette vanaf oktober 1914 AR |
| ONV                  | Nijmegen              | augustus 1933                                | maart 1942                                  | Heette tot september 1933 Oranje Zwart |
| Oost Nijmegen        | Nijmegen              | februari 1935                                | juli 1940                                   | Heette tot maart 1935 VVO, in 1940 gefuseerd tot TONC |
| VV Opheusden         | Opheusden             | september 1932                               | januari 1938                                | |
| CSV Oranje Blauw     | Nijmegen              | januari 1931                                 | —                                           | Heette tussen juli 1941 en december 1945 Kwakkenberg |
| SV Orion             | Nijmegen              | november 1940                                | —                                           | Heette tot 1968 SV Orion Boys |
| Vv OSC               | Oosterhout            | september 1940                               | —                                           | Was tot 1940 aangesloten bij de RKUVB |
| OVC                  | Ooij                  | september 1940                               | 1968                                        | Was tot 1940 aangesloten bij de RKVB Den Bosch |
| De Panter            | Dodewaard             | september 1932                               | januari 1938                                | |
| Pelikaan             | Ottersum              | september 1942                               | 1945                                        | Was tot 1942 aangesloten bij de Brabantsche Voetbalbond, in 1945 opgegaan in RKOSV Achates |
| SC PGEM              | Nijmegen              | september 1936                               | —                                           | |
| Potentiaal           | Nijmegen              | september 1916                               | maart 1918                                  | |
| PSV                  | Nijmegen              | september 1937                               | Vraag                                       | |
| Qui Es Contre Nos    | Hees                  | december 1920                                | februari 1921                               | |
| Quick 1888           | Nijmegen              | 1913                                         | —                                           | Tot 1924 alleen de lagere elftallen, vanaf 1924 ook het eerste elftal welke eerste was aangesloten bij de Geldersche Voetbalbond                                                                                |
| VV Randwijk          | Randwijk              | augustus 1933                                | oktober 1935                                | Heette tot september 1933 Eendracht |
| De Raven             | Nijmegen              | november 1914                                | november 1917                               | |
| RCN                  | Nijmegen              | september 1932                               | september 1934                              | Heette tot november 1932 VDZN |
| RCN                  | Nijmegen              | augustus 1921 oktober 1923                   | september 1922 januari 1928                 | Was in het seizoen 1922/23 aangesloten bij de Geldersche Voetbalbond |
| Remus                | Nijmegen              | augustus 1928                                | februari 1932                               | |
| RKHVV                | Huissen               | september 1940                               | —                                           | Was tot 1940 aangesloten bij de RKUVB |
| ROD                  | Nijmegen              | augustus 1921                                | september 1922                              | Was vanaf 1922 aangesloten bij de Geldersche Voetbalbond |
| RODA '28             | Winssen               | september 1940                               | —                                           | Was tot 1940 aangesloten bij de RKVB Den Bosch onder de naam RODA |
| Rood Blauw           | Nijmegen              | augustus 1921 oktober 1923                   | september 1922 februari 1928                | Was in het seizoen 1922/23 aangesloten bij de Geldersche Voetbalbond |
| RWB                  | Groesbeek             | september 1915                               | oktober 1915                                | |
| SAN                  | Nijmegen              | september 1940                               | juni 1944                                   | Was tot 1940 aangesloten bij de RKVB Den Bosch, in 1944 gefuseerd tot VVS |
| SCD '33              | Deest                 | september 1940                               | —                                           | Was tot 1940 aangesloten bij de RKVB Den Bosch, heeft in de beginperiode SCD geheten |
| SCE                  | Nijmegen              | september 1940                               | —                                           | Was tot 1940 aangesloten bij de RKVB Den Bosch |
| SCH                  | Hees                  | augustus 1921 oktober 1923                   | september 1922 —                            | Was in het seizoen 1922/23 aangesloten bij de Geldersche Voetbalbond, heette tot december 1926 NHC |
| SDH                  | Nijmegen              | oktober 1934 september 1940                  | augustus 1936                               | Was tot 1934 en tussen 1936 en 1940 aangesloten bij de RKVB Den Bosch |
| Serto                | Bemmel                | oktober 1927                                 | maart 1942                                  | Heette tot december 1927 SDO |
| SEZIOS               | Nijmegen              | oktober 1922 oktober 1923                    | september 1922 oktober 1926                 | Was in het seizoen 1922/23 aangesloten bij de Geldersche Voetbalbond |
| VV Sint Anna         | Nijmegen              | november 1920 september 1923                 | september 1922 oktober 1935                 | Was in het seizoen 1922/23 aangesloten bij de Geldersche Voetbalbond |
| VV SJN               | Nijmegen              | september 1940                               | —                                           | Was tot 1940 aangesloten bij de RKVB Den Bosch |
| VV Slijk Ewijk       | Slijk-Ewijk           | september 1932                               | april 1935                                  | |
| SMB                  | Nijmegen              | augustus 1925                                | december 1931                               | Heette tot sep 1925 SCH |
| Spartania            | Nijmegen              | juli 1921 oktober 1923                       | september 1922 augustus 1937                | Was in het seizoen 1922/23 aangesloten bij de Geldersche Voetbalbond |
| SV Spero             | Elst                  | september 1940                               | —                                           | Was tot 1940 aangesloten bij de RKUVB |
| VV Splendor          | Nijmegen              | juli 1929                                    | oktober 1930                                | |
| SVO '68              | Ooij                  | 1968                                         | —                                           | |
| TOP                  | Dodewaard             | september 1932                               | september 1938                              | Was vanaf 1938 aangesloten bij de Brabantsche Voetbalbond |
| Transforma           | Nijmegen              | oktober 1929                                 | november 1942                               | |
| Trap Door (1)        | Nijmegen              | oktober 1910                                 | februari 1914                               | Heette tot augustus 1912 Victoria |
| Trap Door (2)        | Nijmegen              | september 1919                               | september 1922                              | |
| VV De Trappers       | Nijmegen              | maart 1912 oktober 1923                      | september 1922 juli 1933                    | Heette tot augustus 1912 Sparta, was in het het seizoen 1922/23 aangesloten bij de Geldersche Voetbalbond |
| De Treffers          | Groesbeek             | september 1940                               | —                                           | Was tot 1940 aangesloten bij de RKVB Den Bosch |
| Trekvogels           | Nijmegen              | september 1915                               | oktober 1921                                | 1e elftal was vanaf 1916 aangesloten bij de Geldersche Voetbalbond |
| VV Trekvogels (1)    | Nijmegen              | oktober 1923                                 | juli 1940                                   | Was tot 1923 aangesloten bij de Geldersche Voetbalbond, in 1940 gefuseerd tot TONC |
| Vv Trekvogels        | Nijmegen (2)          | juli 1940                                    | —                                           | Heette tot 1946 TONC |
| VV Ubbergen          | Ubbergen              | augustus 1934                                | augustus 1937                               | |
| VV Uchta             | Ochten                | september 1934 november 1939                 | 1938 januari 1940                           | Was tussen 1938 en 1939 aangesloten bij de Brabantsche Voetbalbond |
| UNI                  | Bergharen             | september 1940                               | —                                           | Was tot 1940 aangesloten bij de RKVB Den Bosch |
| VV Union             | Malden                | september 1940                               | —                                           | Was tot 1940 aangesloten bij de RKVB Den Bosch |
| Union                | Nijmegen              | augustus 1934                                | juni 1939                                   | |
| Unitas '28           | Wamel                 | september 1940                               | —                                           | Was tot 1940 aangesloten bij de RKVB Den Bosch onder de naam Unitas |
| UVC                  | Ubbergen              | november 1913                                | november 1915                               | |
| Victoria '25         | Afferden              | september 1940                               | —                                           | Was tot 1940 aangesloten bij de RKVB Den Bosch onder de naam Victoria |
| VIOD                 | Nijmegen              | augustus 1924                                | november 1927                               | |
| GVV Vitesse          | Gennep                | 1911 1915                                    | september 1912 oktober 1916                 | Was tot 1911 aangesloten bij de Limburgsche Voetbalbond onder de naam GVC Vitesse, tussen 1912 en 1914 aangesloten bij de Limburgsche Voetbalbond, vanaf 1916 aangesloten bij de Geldersche Voetbalbond         |
| Vivanti              | Huissen               | september 1928                               | maart 1942                                  | |
| Volharding           | Nijmegen              | oktober 1910                                 | september 1912                              | |
| Voorwaarts           | Groesbeek             | januari 1931                                 | Vraag                                       | |
| VPGW                 | Nijmegen              | oktober 1934                                 | Vraag                                       | |
| VVLK                 | Leuth                 | september 1940                               | —                                           | Was tot 1940 aangesloten bij de RKVB Den Bosch |
| Waalvogels           | Nijmegen              | augustus 1935                                | november 1939                               | Heette tot maart 1936 TSV |
| Wijchensche Boys     | Wijchen               | september 1935                               | Vraag                                       | Was tot 1935 aangesloten bij de RKVB Den Bosch |
| WKB                  | Groesbeek             | augustus 1934                                | augustus 1936                               | |
| WVW Weurt            | Weurt                 | september 1940                               | —                                           | Was tot 1940 aangesloten bij de RKVB Den Bosch |
| VV Zetten (1)        | Zetten                | oktober 1923                                 | mei 1924                                    | Was tot 1923 aangesloten bij de Geldersche Voetbalbond |
| VV Zetten (2)        | Zetten                | september 1932                               | maart 1942                                  | |
| ZHC                  | Nijmegen              | september 1918 oktober 1923                  | september 1922 december 1925                | Was in het seizoen 1922/23 aangesloten bij de Geldersche Voetbalbond |
| ZIOS                 | Nijmegen              | augustus 1917                                | oktober 1918                                | |